# Derechos de la naturaleza
Se conoce como derechos de la Naturaleza o derechos de la Tierra, a una teoría jurídica y jurisprudencial que describe los derechos inherentes como asociados con los ecosistemas y las especies, similar al concepto de derechos humanos fundamentales. El concepto de los derechos de la naturaleza desafía las leyes del siglo XX, ya que generalmente se basa en un marco defectuoso de la naturaleza como un «recurso» que se debe poseer, usar y degradar. Los defensores argumentan que las leyes basadas en los derechos de la naturaleza dirigen a la humanidad a actuar apropiadamente y de manera consistente con la ciencia moderna basada en sistemas, lo que demuestra que los humanos y el mundo natural están fundamentalmente interconectados.
Esta escuela de pensamiento se sustenta en dos líneas básicas de razonamiento. Primero, dado que el reconocimiento de los derechos humanos se basa en parte en la creencia filosófica de que esos derechos emanan de la propia existencia de la humanidad, lógicamente también los derechos inherentes del mundo natural surgen de la propia existencia del mundo natural. Un segundo argumento, más pragmático, afirma que la supervivencia de los seres humanos depende de ecosistemas saludables y, por lo tanto, la protección de los derechos de la naturaleza, a su vez, promueve los derechos humanos y el bienestar.
Desde la perspectiva de los derechos de la naturaleza, la mayoría de las leyes ambientales del siglo XX se basan en un marco obsoleto que considera que la naturaleza está compuesta de partes separadas e independientes, en lugar de componentes de un todo mayor. Una crítica más significativa es que esas leyes tienden a estar subordinadas a los intereses económicos y apuntan a reaccionar y mitigar parcialmente la degradación impulsada por la economía, en lugar de colocar el derecho a prosperar como el objetivo principal de esas leyes. Esta crítica de las leyes ambientales existentes es un componente importante de tácticas como los litigios sobre el cambio climático que buscan forzar la acción social para mitigar el cambio climático.
En 2024, existían casi 500 leyes de derechos de la naturaleza a nivel local y nacional en 40 países, que toman la forma de disposiciones constitucionales, acuerdos de tratados, estatutos, ordenanzas locales y decisiones judiciales.

## Principios básicos
Los defensores de los derechos de la naturaleza argumentan que, así como los derechos humanos se han reconocido cada vez más en la ley, los derechos de la naturaleza deberían reconocerse e incorporarse a la ética y las leyes humanas. Esta afirmación se sustenta en dos líneas de razonamiento: que la misma ética que justifica los derechos humanos también justifica los derechos de la naturaleza, y que la supervivencia de los humanos depende de ecosistemas saludables.
Primero, se argumenta que si los derechos humanos inherentes surgen de la existencia humana, también lógicamente los derechos inherentes del mundo natural surgen de la propia existencia del mundo natural. Los derechos humanos y los deberes asociados para proteger esos derechos se han ampliado con el tiempo. En particular, la adopción en 1948 por parte de las Naciones Unidas de la Declaración Universal de los Derechos Humanos (DUDH) que formalizó el reconocimiento de amplias categorías de derechos humanos inalienables. Los redactores de la DUDH expresaron su creencia de que el concepto de derechos humanos fundamentales no surgió de «la decisión de un poder mundano, sino del hecho de existir». Algunos académicos han sostenido a partir de entonces que, dado que los derechos humanos básicos emanan de la propia existencia de los humanos, los derechos de la naturaleza surgen de manera similar de la existencia similar de la naturaleza y, por lo tanto, los sistemas legales de los humanos deberían continuar ampliándose para reconocer los derechos de la naturaleza.

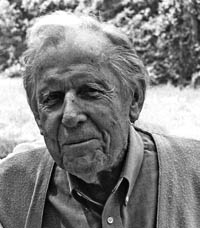
El historiador cultural estadounidense Thomas Berry introdujo el concepto legal de Jurisprudencia de la Tierra que propuso que las leyes de la sociedad deberían derivar de las leyes de la naturaleza, explicando que «el universo es una comunión de sujetos, no una colección de objetos».

Algunos defensores notables de este enfoque incluyen al abogado sudafricano Cormac Cullinan, la física india y defensora ecosocial Vandana Shiva, el profesor de derecho canadiense y relator especial de la ONU para los derechos humanos y el medio ambiente David Boyd y al historiador cultural estadounidense Thomas Berry, Berry introdujo un concepto de filosofía y ética del derecho llamado Jurisprudencia de la Tierra que identifica las leyes de la tierra como primarias y razona que todo por el hecho de su existencia, por lo tanto, tiene un derecho intrínseco de ser y evolucionar. La Jurisprudencia de la Tierra ha sido cada vez más reconocida y promovida en todo el mundo por académicos legales, las Naciones Unidas, legisladores, filósofos, economistas ecológicos y otros expertos como base para una gobernanza centrada en la Tierra, incluidas las leyes y los sistemas económicos que protegen los derechos fundamentales de la naturaleza.
En segundo lugar, el apoyo a los derechos de la naturaleza también se apoya en el argumento utilitarista de que la humanidad solo puede prosperar a largo plazo si acepta la coexistencia integrada de los humanos con el mundo natural. Berry señaló que el concepto de bienestar humano derivado de sistemas naturales sin derecho fundamental a existir es inherentemente ilógico, y que al proteger los derechos de la naturaleza, los humanos promueven su propio interés.
El concepto legal y filosófico de los derechos de la naturaleza ofrece un cambio de un marco de la naturaleza como propiedad o recurso, a la naturaleza como un socio interconectado de la comunidad terrestre. Esta escuela de pensamiento tiene como objetivo seguir el mismo camino que han seguido los movimientos de derechos humanos, donde al principio el reconocimiento de los derechos de los sin derechos parecía «impensable», pero luego maduró hasta convertirse en una cosmovisión ampliamente adoptada.

## Fundamentos y desarrollo

### Crítica de los sistemas jurídicos antropocéntricos
Los defensores de un cambio a un sistema legal más protector del medio ambiente sostienen que los sistemas legales y económicos actuales fallan porque consideran la naturaleza fundamentalmente como una propiedad, que puede degradarse para obtener ganancias y el deseo humano. Señalan que la perspectiva de la naturaleza como principalmente un recurso económico ya ha degradado algunos ecosistemas y especies de manera tan significativa que ahora, destacados expertos en políticas están examinando estrategias de clasificación de especies en peligro de extinción para decidir qué especies se dejarán ir, en lugar de reexaminar la economía que impulsa dicha degradación. Si bien las leyes ambientales de los siglos XX y XXI brindan cierto nivel de protección al ecosistema y las especies, se argumenta que tales protecciones no logran detener, y mucho menos revertir, el deterioro ambiental general, porque la naturaleza está, por definición, subordinada a los intereses antropogénicos y económicos en lugar del bienestar biocéntrico.
Los defensores de los derechos de la naturaleza sostienen que reconsiderar las leyes ambientales actuales desde el marco de los derechos de la naturaleza demuestra las limitaciones de los sistemas legales actuales. Por ejemplo, la Ley de Especies en Peligro de Extinción de Estados Unidos prioriza la protección de los intereses económicos existentes activándose solo cuando las poblaciones de especies se dirigen hacia la extinción. Por el contrario, una «Ley de Especies Saludables» priorizaría el logro de poblaciones de especies prósperas y facilitaría los sistemas económicos que impulsan la conservación de las especies.
Como otro ejemplo, la directiva marco del agua de la Unión Europea (UE) de 2000, «ampliamente aceptada como la pieza más sustancial y ambiciosa de la legislación medioambiental europea hasta la fecha», se basa en un objetivo de «estatus bueno» de todas las aguas de la UE, que incluye la consideración de los flujos ecológicos necesarios. Sin embargo, décadas después de la adopción de la directiva, a pesar de los avances científicos en la identificación de las relaciones caudal-ecología, no existe una definición de la UE de caudal ecológico, ni un entendimiento común de cómo debe calcularse. Un marco de derechos de la naturaleza reconocería no solo el existente derecho humano al agua para satisfacer las necesidades básicas, sino que también reconocería los derechos de las vías fluviales a flujos de agua limpios, adecuados y oportunos, y definiría, en consecuencia, tales necesidades ecológicas básicas de flujo.

### Fundamentos científicos y éticos
Las leyes ambientales modernas comenzaron a surgir en la década de 1960 a partir de una perspectiva fundamental del medio ambiente como mejor administrado en partes por separado. Por ejemplo, leyes estadounidenses como la Ley de Agua Limpia, la Ley de Aire Limpio, la Ley de Especies en Peligro de Extinción, la Ley de Protección de Mamíferos Marinos y muchas otras comenzaron a adoptarse a principios de la década de 1970 para abordar diversos elementos del mundo natural, independientemente de otros elementos. Algunas leyes, como la Ley de Política Ambiental Nacional estadounidense, pedían un análisis más holístico de los proyectos de infraestructura propuestos y requerían la divulgación de los impactos ambientales negativos esperados. Sin embargo, no requería que se tomaran medidas para abordar esos impactos a fin de garantizar la salud de los ecosistemas y las especies. Estas leyes reflejaban la ciencia de la época, que se basaba en un análisis reduccionista del mundo natural; la comprensión moderna, basada en sistemas, del mundo natural y el lugar integrado de los humanos con él, todavía estaba desarrollándose. El primer gran texto sobre ciencias ecológicas que describía el mundo natural como un sistema en lugar de una colección de diferentes partes no se escribió hasta 1983. La Hipótesis Gaia, que ofrecía una visión científica del mundo como un sistema complejo autorregulado, surgió por primera vez en la década de 1970. De modo similar, la dinámica de sistemas comenzó a evolucionar desde un enfoque comercial para incluir sistemas socioeconómicos y naturales a partir de la década de 1970. Desde entonces, las disciplinas científicas han ido convergiendo y avanzando en el concepto de que los seres humanos vivimos en un mundo dinámico y relacional que «niega la posibilidad del aislamiento».
Mientras que la ciencia a fines del siglo XX cambió a una perspectiva basada en sistemas, describiendo los sistemas naturales y las poblaciones humanas como fundamentalmente interconectados en un planeta compartido, las leyes ambientales generalmente no evolucionaron con este cambio. Así, por ejemplo, las leyes ambientales reduccionistas de los Estados Unidos aprobadas a principios de la década de 1970 permanecieron prácticamente sin cambios, y otros regímenes de leyes ambientales nacionales e internacionales de manera similar no llegaron a adoptar la ciencia sistémica moderna.
El lingüista y erudito del siglo XIX Edward Payson Evans, considerado uno de los primeros teóricos de los derechos de la naturaleza y autor de la primera declaración extensa de ética ambiental, escribió que cada ser humano es «verdaderamente una parte y un producto de la naturaleza como cualquier otro animal» y que el «intento de colocarlo en un punto aislado fuera de él es filosóficamente falso y moralmente pernicioso». Por su parte, Thomas Berry propuso que las leyes de la sociedad deberían derivar de las leyes de la naturaleza, explicando que «el universo es una comunión de sujetos, no una colección de objetos». Desde la perspectiva científica de que toda la vida surgió del contexto del universo, Berry ofreció la perspectiva ética de que es erróneo ver a los humanos como los únicos sujetos del universo, con todos los demás seres simplemente como una colección de objetos para su posesión y uso. Más bien, la consideración de la vida como una red de relaciones que se remontan a una ascendencia compartida confiere a todos el estatus de sujeto, incluidos los derechos inherentes asociados con ese estatus. Las leyes basadas en el reconocimiento del valor moral intrínseco del mundo natural crean una nueva brújula moral social que dirige las interacciones de la sociedad con el mundo natural de manera más eficaz hacia el bienestar de todos.

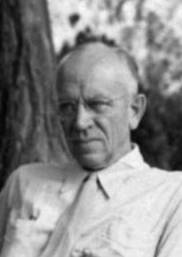
Aldo Leopold, científico y silvicultor que abogó por "ver la tierra como una comunidad a la que pertenecemos" en lugar de como "una mercancía que nos pertenece".

Otros científicos que escribieron de manera similar en apoyo del desarrollo moral humano ampliado y la obligación ética incluyen al naturalista John Muir y al científico y silvicultor Aldo Leopold. Este último expresó que «[c]uando vemos la tierra como una comunidad a la que pertenecemos», en lugar de «un bien que nos pertenece», podemos «comenzar a usarla con amor y respeto». Leopold ofreció una guía de implementación para su puesto, afirmando que «algo está bien cuando tiende a preservar la integridad, la estabilidad y la belleza de la comunidad biótica. Está mal cuando tiende a lo contrario». Berry observó de manera similar que «todo lo que preserva y mejora esta pradera en los ciclos naturales de su transformación es bueno; lo que se opone a este prado o lo niega no es bueno.» El médico y filósofo Albert Schweizer definió las acciones correctas como aquellas que reconocen una reverencia por la vida y la «voluntad de vivir».
El resultado de los avances científicos y éticos en torno a los sistemas naturales y las especies es un nuevo marco propuesto para los sistemas legales y de gobernanza, basado en una ética y un lenguaje que alejan el comportamiento de las prácticas ecológicas y sociales que ignoran o minimizan las interconexiones entre humanos y naturaleza.  En lugar de una visión de mero desarrollo sostenible, que refleja un marco de naturaleza mantenida como materia prima económica, los académicos que apoyan los derechos de la naturaleza sugieren que la sociedad está comenzando a considerar visiones como «comunidades prósperas», donde las comunidades incluyen a la naturaleza como un sujeto completo, en lugar de simplemente un objeto para ser utilizado.

## Historia

### Raíces comunes con cosmovisiones de pueblos originarios
El fundamento ético y filosófico de la teoría y el movimiento legal de los derechos de la naturaleza es una cosmovisión de respeto por la naturaleza, en contraste con la cosmovisión de «dominación de la naturaleza» que subyace al concepto de naturaleza como objeto y propiedad. El profesor de derecho indígena John Borrows observó que «[d]entro de las tradiciones legales indígenas, las historias de la creación... brindan orientación sobre cómo vivir con el mundo», en lugar de vivir en desacuerdo con él. Una Declaración Internacional de los Pueblos Indígenas de 2012 encontró que las leyes modernas destruyen la tierra porque no respetan el «orden natural de la Creación». La Declaración observó que los humanos «tenemos nuestro lugar y nuestras responsabilidades dentro del orden sagrado de la Creación» y nos beneficiamos de «sostener la alegría mientras las cosas ocurren en armonía con la Tierra y con toda la vida que crea y sustenta».
Las cosmovisiones de los pueblos originarios se alinean y han acelerado el desarrollo de los derechos de la ley de la naturaleza. Así, por ejemplo, Ecuador enmendó su Constitución en 2008 para reconocer los derechos de la naturaleza a la luz de la necesidad percibida de proteger y respetar mejor a la Pachamama, un término que encarna tanto los aspectos físicos como espirituales del mundo natural. Bolivia enmendó de manera similar su Constitución de 2009 y promulgó estatutos de derechos de la naturaleza para reflejar el respeto indígena tradicional por la Pachamama y una cosmovisión de los sistemas naturales y los humanos como parte de una sola familia.
La profesora de derecho neozelandesa, Catherine Iorns Magallanes, observó que las cosmovisiones indígenas tradicionales encarnan una conexión con la naturaleza tan profunda que la naturaleza se considera un ancestro vivo. De esta cosmovisión surgen las responsabilidades de proteger la naturaleza como si fuera un miembro de la familia, y la necesidad de una estructura legal que refleje un marco primario de responsabilidades con el mundo natural como si fuera nuestro pariente.

### Raíces comunes con las religiones
Muchas de las otras tradiciones religiosas y espirituales del mundo ofrecen ideas consistentes con la cosmovisión de los derechos de la naturaleza. Las tradiciones religiosas y filosóficas orientales adoptan una concepción holística de la espiritualidad que incluye a la Tierra. El taoísmo y el neoconfucianismo chinos, así como el budismo japonés, enseñan que el mundo es un campo de fuerza dinámico de energías conocido como bussho (naturaleza de Buda o qi), la fuerza material que fluye a través de los humanos, la naturaleza y el universo. Como explicó el filósofo neoconfucianista pionero del siglo XI, Zhang Zai, «lo que se extiende por todo el universo lo considero mi cuerpo y lo que dirige el universo lo considero mi naturaleza». Tanto en el hinduismo como en el budismo, el karma («acción» o «declaración» en sánscrito) refleja la realidad de las interrelaciones en red de la humanidad con la Tierra y el universo. Los conceptos budistas de «surgimiento codependiente» sostienen de manera similar que todos los fenómenos están íntimamente conectados. La red de Indra del budismo Mahayana simboliza un universo de relaciones mutuas infinitamente repetidas, sin que nada domine.
Las tradiciones religiosas y filosóficas occidentales han reconocido el contexto de la Tierra y el universo al brindar también orientación espiritual. Desde el Neolítico hasta la Edad del Bronce, las sociedades de la antigua Europa veneraron numerosas deidades femeninas como encarnaciones de la Madre Tierra. En la antigua Grecia, la diosa de la tierra Gea era adorada como una deidad suprema. En el Filebo y el Timeo, Platón afirmó que el «mundo es en verdad un ser vivo dotado de alma e inteligencia (...) una sola entidad viviente visible que contiene a todas las demás entidades vivientes, que por su naturaleza están todas relacionadas». El teólogo medieval Santo Tomás de Aquino escribió más tarde sobre el lugar de los humanos, no en el centro del ser, sino como una parte de un todo integrado con el universo como elemento primario, afirmando que «El orden del universo es la perfección última y más noble en cosas».
Más recientemente, el Papa Benedicto XVI, cabeza de la iglesia católica, reflexionó que, «[l]a obediencia a la voz de la Tierra es más importante para nuestra felicidad futura… que los deseos del momento. Nuestra Tierra nos está hablando y debemos escucharla y descifrar su mensaje si queremos sobrevivir». Su sucesor, el Papa Francisco, ha sido particularmente elocuente sobre la relación de la humanidad con la Tierra, describiendo cómo los humanos deben cambiar sus acciones actuales a la luz del hecho de que «existe un verdadero "derecho del medio ambiente"». Advirtió contra el camino actual de la humanidad, afirmando que «las raíces más profundas de nuestros fracasos actuales» se encuentran en la dirección y el significado del crecimiento económico y la regla general de un «mercado deificado».
El Corán, la principal autoridad del Islam en todos los asuntos de la vida individual y comunitaria, refleja que "toda la creación alaba a Dios por su propio ser". Los eruditos describen el «último propósito de la Shari'ah» como «el bien común universal, el bienestar de toda la creación» y señalan que «ni una sola criatura, presente o futura, puede ser excluida de consideración al decidir un curso de acción».

Reuniendo las tradiciones occidentales e indígenas, el arzobispo Desmond Tutu habló del Ubuntu, un concepto ético africano que se traduce aproximadamente como «Yo soy porque tú eres», observando que:
Ubuntu habla particularmente sobre el hecho de que no puedes existir como un ser humano en aislamiento. Habla de nuestra interconexión... Con demasiada frecuencia pensamos en nosotros mismos como simples individuos, separados unos de otros, mientras que ustedes están conectados y lo que hacen afecta a todo el mundo.

### Raíces comunes con los derechos humanos
Los derechos humanos se han desarrollado a lo largo de los siglos, siendo la consecuencia más notable la adopción de la Declaración Universal de los Derechos Humanos (DUDH) por parte de las Naciones Unidas en 1948. La clave para el desarrollo de esos derechos son los conceptos de derechos naturales y derechos humanos que emanan de la existencia de la humanidad. Roderick Fraser Nash, profesor de historia y estudios ambientales en la Universidad de California, Santa Bárbara, rastreó la historia de los derechos de las especies y el mundo natural hasta el lanzamiento del concepto de derechos naturales en la Carta Magna del siglo XIII que subyace al discurso contemporáneo de los derechos. Peter Burdon, profesor de la Facultad de Derecho de la Universidad de Adelaida y estudioso de la Jurisprudencia de la Tierra, ha ampliado el análisis de Nash y ofrece que la tesis transformadora de los derechos naturales del filósofo y médico inglés del siglo XVII John Locke condujo a la Revolución de las Trece Colonias, a través del concepto de que la monarquía británica negaba a los colonos sus derechos naturales. Sobre la base de ese concepto, el presidente, abogado y filósofo de los Estados Unidos, Thomas Jefferson, argumentó que las «leyes de la naturaleza y del Dios de la naturaleza» revelan verdades «evidentes» de que «todos los hombres son creados iguales» en posesión de «ciertos derechos inalienables», en particular «la vida, la libertad y la búsqueda de la felicidad». La Declaración francesa de los Derechos del Hombre y del Ciudadano de 1789 reconoció más tarde también los «derechos naturales, inalienables y sagrados del Hombre», añadiendo que el «fin último de toda institución política es la preservación de los derechos naturales e imprescriptibles del Hombre».

La expansión de los derechos continuó hacia los animales, con el filósofo y teórico legal inglés de los siglos XVIII-XIX Jeremy Bentham afirmando que «puede llegar el día en que el resto de la creación animal pueda adquirir esos derechos que nunca podrían haberles sido negados sino por el mano de la tiranía». El lingüista y erudito del siglo XIX Edward Payson Evans observó que:
al rastrear la historia de la evolución de la ética encontramos el reconocimiento de los derechos y deberes mutuos limitados al principio a los miembros de la misma horda o tribu, luego extendidos a los adoradores de los mismos dioses, y gradualmente ampliados hasta incluir cada nación civilizada, hasta que finalmente todas las razas de hombres se conciben, al menos teóricamente, como unidas en un vínculo común de hermandad y simpatía benévola, que ahora se está expandiendo lentamente para comprender no solo las especies superiores de animales, sino también todas las especies sensibles. encarnación de la vida orgánica.
La adopción en 1948 de la Declaración Universal de los Derechos Humanos (DUDH) por parte de las Naciones Unidas fue otro hito, respaldado por la creencia de que los derechos humanos fundamentales surgen del «hecho de existir». El movimiento por los derechos de la naturaleza se basó en esta creencia, argumentando que si la «existencia» es la condición definitoria de los derechos fundamentales, esta condición definitoria no podría limitarse a los derechos de una sola forma de existencia, y que todas las formas de existencia deberían disfrutar derechos fundamentales. Por ejemplo, la ética de la tierra de Aldo Leopold reconocía explícitamente el «derecho a la existencia continua» de la naturaleza y buscaba «cambiar el papel del Homo sapiens de conquistador de la comunidad terrestre a miembro y ciudadano de ella».
Los defensores de los derechos de la naturaleza también sostienen que desde la abolición de la esclavitud hasta la concesión del derecho al voto a las mujeres, el movimiento por los derechos civiles y el reconocimiento de otros derechos fundamentales, las sociedades han seguido ampliando los derechos en paralelo con una creciente aceptación del valor moral inherente de los posibles nuevos titulares de derechos. Y, que esta expansión del círculo de la comunidad debe continuar creciendo para abarcar el mundo natural, una posición que ha visto una creciente aceptación a finales del siglo XX y principios del XXI.
Los defensores sugieren que los derechos derivados de la existencia en la naturaleza no confieren derechos humanos a todos los seres, sino que confieren derechos únicos a diferentes tipos de seres. Thomas Berry planteó la teoría de que los derechos «son específicos de la especie y limitados»; es decir, «los ríos tienen derechos sobre los ríos», «las aves tienen derechos sobre las aves» y «los humanos tienen derechos humanos». En su opinión, la diferencia es «cualitativa, no cuantitativa».
Ampliando este punto, el fundamento ético y moral común de los derechos humanos y los derechos de la naturaleza da lugar al concepto de «co-violaciones» de derechos, definido como una «situación en la que los gobiernos, industrias u otros violan tanto los derechos de naturaleza y los derechos humanos, incluidos los derechos indígenas, con la misma acción». Por ejemplo, en la Amazonía ecuatoriana, la contaminación de las operaciones de extracción de petróleo de Texaco (ahora Chevron) de 1967 a 1992 resultó en una epidemia de enfermedades congénitas, abortos espontáneos y aproximadamente 1400 muertes por cáncer, que fueron particularmente devastadoras para las comunidades indígenas. Estas operaciones causaron además más de un millón de acres de deforestación y contaminaron las vías fluviales locales con 18 mil millones de galones de aguas residuales tóxicas y contaminantes, dañando severamente una selva tropical anteriormente prístina de extraordinaria biodiversidad. Afirmando que las mismas acciones humanas que crearon tales impactos violaron los derechos fundamentales tanto de las personas como de los sistemas naturales, se argumenta que las teorías éticas y legales que reconocen ambos conjuntos de derechos guiarán mejor el comportamiento humano para reconocer y respetar las relaciones interconectadas de los humanos entre sí y con el mundo natural.

### Desarrollos durante los siglosXXyXXI
La adopción de la DUDH en 1948 formalizó el reconocimiento de amplias categorías de derechos humanos inalienables a nivel mundial. Estos incluyen el reconocimiento de que «[t]odos los seres humanos nacen libres e iguales en dignidad y derechos», que «[t]oda persona tiene derecho a la vida, a la libertad y a la seguridad de su persona», y que «[t]oda persona tiene derecho a derecho a un recurso efectivo por los tribunales nacionales competentes por actos que violen los derechos fundamentales reconocidos». El reconocimiento de los derechos fundamentales en instrumentos como la DUDH brindó orientación a las naciones de todo el mundo, que desde entonces han desarrollado disposiciones constitucionales, estatutos, decisiones judiciales, reglamentos y otros cuerpos de leyes basados en la DUDH y los derechos humanos que establece. Décadas más tarde, el jurista Christopher Stone, pidió el reconocimiento de la posición legal y los derechos asociados del mundo natural también, de acuerdo con la «extensión sucesiva de los derechos» a lo largo de la historia legal. Como se hizo en la DUDH, Stone describió los elementos necesarios de la participación de la naturaleza en los sistemas legales humanos, y describió que dicho sistema legal incluye necesariamente: el reconocimiento de las lesiones como sujetas a reparación por parte del organismo público, la capacidad para iniciar acciones legales (con tutores que actúan en nombre de la entidad natural), la reparación calculada para los daños propios de la entidad natural, y la reparación en beneficio de la entidad natural lesionada.
Además del trabajo legal de Stone, otros impulsores del movimiento por los derechos de la naturaleza de finales del siglo XX y principios del XXI incluyen las perspectivas indígenas y el trabajo del movimiento por los derechos de los indígenas; los escritos de Arne Næss y el movimiento ecología profunda; el llamado jurisprudencial de Thomas Berry de 2001 para reconocer las leyes de la naturaleza como «texto primario»; la publicación del libro Wild Law de Cormac Cullinan en 2003, seguida de la creación de una asociación legal homónima en el Reino Unido; la creciente preocupación por el poder corporativo a través de la expansión de la personería jurídica de las corporaciones; la adopción por parte de las comunidades estadounidenses de leyes locales que aborden los derechos de la naturaleza; la creación de la Alianza Global de los Derechos de la Naturaleza en 2010 (una organización sin fines de lucro que promueve los derechos de la naturaleza a nivel mundial); y la creciente preocupación mundial por la pérdida de especies, la destrucción de ecosistemas y la amenaza existencial del cambio climático.

#### Declaración Universal de los Derechos de la Madre Tierra
Estos y otros factores apoyaron el desarrollo de la Declaración Universal de los Derechos de la Madre Tierra (DUDMT) de 2010. La DUDMT fue adoptada por representantes de 130 naciones en la Conferencia Mundial de los Pueblos sobre el Cambio Climático y los Derechos de la Madre Tierra, convocada en Bolivia tras las preocupaciones de muchos con respecto a los resultados decepcionantes de las negociaciones climáticas de Copenhague de 2009. Así como la ONU reconoció que los derechos humanos surgen de la existencia, la DUDMT encontró que los «derechos inherentes a la Madre Tierra son inalienables en cuanto surgen de la misma fuente que la existencia». Al igual que la DUDH, la DUDMT defiende la entidad titular de derechos (la naturaleza y sus elementos) de los excesos de las autoridades gobernantes. Estos derechos incluyen, entre otros, el reconocimiento de que «la Madre Tierra y todos los seres que la componen tienen… derecho a la vida y a existir”  así como el «derecho a la salud integral». La DUDMT agrega que «[c]ada ser tiene derecho a un lugar y a desempeñar su papel en la Madre Tierra para su funcionamiento armónico».
Así como los derechos protegidos por la DUDH son exigibles por el derecho a un recurso efectivo por parte de los tribunales nacionales competentes, también la DUDMT requiere específicamente que los seres humanos y sus instituciones «reconozcan y promuevan la plena implementación y cumplimiento de los derechos y obligaciones reconocidos en esta Declaración». La DUDMT aborda la aplicación exigiendo que los «daños causados por violaciones humanas a los derechos inherentes» sean «rectificados», con los responsables «deban responder». Además, llama a los Estados a «empoderar a los seres humanos y a las instituciones para defender los derechos de la Madre Tierra y de todos los seres».
El presidente de Bolivia, Evo Morales, instó al entonces secretario general de la ONU, Ban Ki-Moon, a hacer de la adopción de la DUDMT por parte de la ONU una prioridad. Si bien esa recomendación aún debe abordarse, desde entonces la DUDMT ha servido para informar otros esfuerzos internacionales y nacionales, como una resolución de 2012 de la Unión Internacional para la Conservación de la Naturaleza (UICN) que propone una Declaración Universal de los Derechos de la Naturaleza. La Incorporación de los Derechos de la Naturaleza fue adoptada en el Congreso Mundial de la Naturaleza de la UICN en Hawái en 2016.

## Legislación sobre los derechos de la naturaleza
A principios de la década de 2000 se produjo una expansión significativa de instrumentos legales acerca de los derechos de la naturaleza, en forma de disposiciones constitucionales, acuerdos de tratados, estatutos nacionales y subnacionales, leyes locales y decisiones judiciales. En 2021, existían leyes sobre derechos de la naturaleza en 17 países, en siete naciones tribales en los Estados Unidos y Canadá, y en docenas de ciudades y condados en los Estados Unidos.

### Tratados

#### Nueva Zelanda
La situación legal de los sistemas naturales en Nueva Zelanda surgió junto con una nueva atención prestada a los tratados largamente ignorados con los aborígenes maoríes. En agosto de 2012, un acuerdo de tratado firmado con los iwis maoríes reconoció al río Whanganui y sus afluentes como una entidad legal, un «todo indivisible y vivo» con estatus propio. La ley nacional Te Awa Tupua se promulgó en marzo de 2017 para formalizar aún más este estatus. De manera similar, el acuerdo del tratado del bosque Te Urewera reconoció la personalidad jurídica del bosque en 2013, cuyo estatus se formalizó por ley al año siguiente. En 2017 se firmó un acuerdo de tratado con los maoríes que reconocía al monte Taranaki como «una personalidad jurídica por derecho propio». Cada uno de estos desarrollos promovió el principio indígena de que los ecosistemas son seres vivos, espirituales con valor intrínseco, incapaces de ser poseídos en un sentido absoluto.

### A nivel constitucional

#### Ecuador
En 2008, el pueblo de Ecuador modificó su Constitución para reconocer los derechos inherentes a la Pachamama. El nuevo texto surgió en gran parte como resultado de las cosmologías del movimiento por los derechos indígenas y las acciones para proteger la Amazonía, en consonancia con el concepto de sumak kawsay («buen vivir» en español), o encapsulando la vida en armonía con la naturaleza considerando al ser humano como parte del ecosistema. Entre otras disposiciones, el artículo 71 establece que «La naturaleza o Pachamama, donde se reproduce y existe la vida, tiene derecho a existir, persistir, mantenerse y regenerar sus propios ciclos vitales, estructura, funciones y sus procesos evolutivos». El artículo también agrega lenguaje de aplicación, afirmando que «Toda persona... puede exigir la observancia de los derechos del medio ambiente natural ante los organismos públicos», y haciéndose eco de Christopher Stone, el artículo 72 agrega que «La naturaleza tiene derecho a ser completamente restaurada... independientemente de la obligación... de indemnizar a las personas».

### Decisiones judiciales

#### Bangladés
En 2019, la Corte Suprema de Bangladés se pronunció sobre un caso relacionado con la contaminación y el desarrollo ilegal a lo largo del río Turag, un afluente superior del río Buriganga. Entre sus conclusiones, la corte reconoció al río como una entidad viva con derechos legales y, además, sostuvo que lo mismo se aplicaría para todos los ríos de Bangladés. El tribunal ordenó a la Comisión Nacional de Protección de Ríos que sirviera como guardián del Turag y de los demás cursos fluviales del país.

#### Colombia

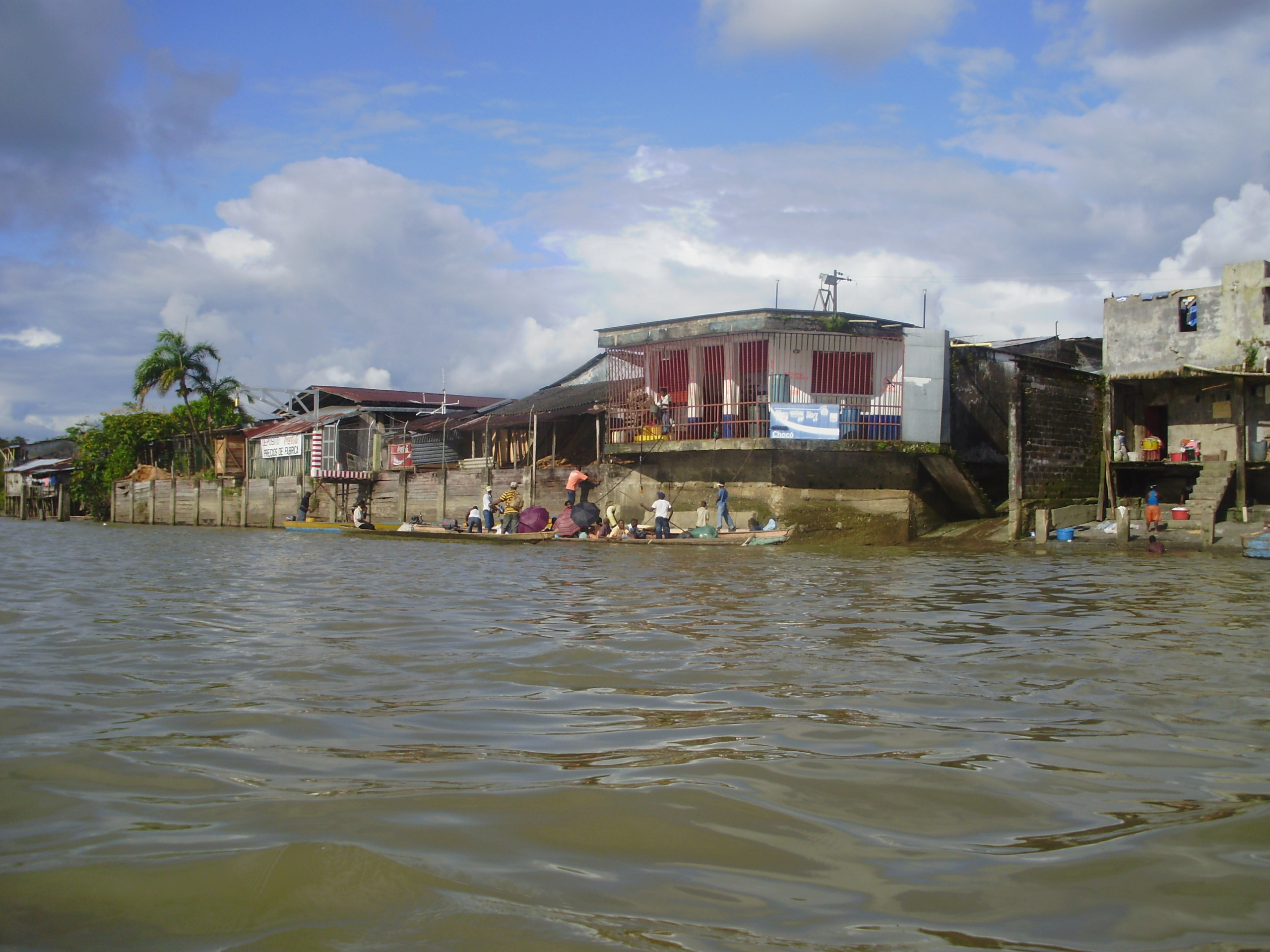
En un fallo de 2016 de la Corte Constitucional de Colombia sobre la contaminación del río Atrato, la corte afirmó que el río es un sujeto de derechos.

En un caso de 2016, la Corte Constitucional de Colombia ordenó la limpieza del contaminado río Atrato, adoptando explícitamente una perspectiva ecocéntrica al afirmar que la naturaleza es un «auténtico sujeto de derechos que deben ser reconocidos por los Estados y ejercidos bajo la tutela de sus representantes legales, verbigracia, por las comunidades que la habitan o que tienen una especial relación con ella». El tribunal agregó que los humanos son «es solo un evento más dentro de una larga cadena evolutiva que ha perdurado por miles de millones de años y por tanto de ninguna manera es la dueña de las demás especies, de la biodiversidad ni de los recursos naturales como tampoco del destino del planeta».
En 2018, la Corte Suprema de Colombia se hizo cargo de un caso de cambio climático de un grupo de niños y adultos jóvenes que también planteó cuestiones de derechos fundamentales. Además de hacer determinaciones jurídicas relacionadas con los derechos humanos, el tribunal consideró que la Amazonía colombiana es un «sujeto de derechos, con derecho a la protección, conservación, mantenimiento y restauración». Reconoció el papel especial de la deforestación amazónica en la creación de emisiones de gases de efecto invernadero en Colombia y, como remedio, ordenó a la nación y sus agencias administrativas que garanticen el cese de toda la deforestación para 2020. Además, el tribunal asignó el poder de ejecución a los demandantes y las comunidades afectadas, requiriendo que las agencias informaran a las comunidades y facultándolas para informar al tribunal si las agencias no estaban alcanzando sus objetivos de deforestación.

#### Ecuador
Un importante cuerpo jurisprudencial se ha ido expandiendo en Ecuador para implementar las disposiciones constitucionales de la nación en relación con los derechos de la naturaleza. Los ejemplos incluyen juicios en las áreas de contaminación por biodigestores, flujo dañado en el río Vilcabamba y energía hidroeléctrica.

#### India
Al igual que en Colombia, a partir de 2019 ningún estatuto o disposición constitucional en India identificaba específicamente los derechos de la naturaleza. Sin embargo, la Corte Suprema de la India en 2012 sentó las bases para los casos que se presentarían ante ella sobre los derechos de la naturaleza, y concluyó que «la justicia ambiental podría lograrse solo si nos alejamos del principio antropocéntrico a uno ecocéntrico... los humanos son parte de la naturaleza y lo no humano tiene un valor intrínseco».
La Corte Suprema del estado de Uttarakhand aplicó el principio de la ley ecocéntrica en 2017, reconociendo la personalidad jurídica de los ríos y ecosistemas de Ganges y Yamuna, y llamándolos «entidades humanas vivas» y personas jurídicas y morales. El tribunal rápidamente prosiguió con sentencias similares para los glaciares asociados con los ríos, incluidos el Gangotri y el Yamunotri, y otros sistemas naturales. Si bien la Corte Suprema de la India suspendió la sentencia respecto a Ganges y Yamuna a pedido de las autoridades locales, esas autoridades apoyaron el estatus legal propuesto en concepto, pero buscaban orientación para la implementación.

### Legislación nacional, subnacional y local

#### Bolivia
Tras la adopción del lenguaje de los derechos de la naturaleza en su Constitución de 2009, en 2010 la Legislatura de Bolivia aprobó la Ley de los Derechos de la Madre Tierra. Bolivia siguió este amplio esquema de los derechos de la naturaleza con la Ley de la Madre Tierra y el Desarrollo Integral para Vivir Bien de 2012, que proporcionó algunos detalles de implementación consistentes con los derechos de la naturaleza. Señala en parte que la «vulneración de los derechos de la Madre Tierra, como parte del desarrollo integral para Vivir Bien, es una violación del derecho público y de los derechos colectivos e individuales». Si bien es un paso adelante, esta pieza de aplicación aún no se ha elevado al nivel de un mecanismo de aplicación específico.

#### España
En España, se ha reconocido la personalidad jurídica de ecosistema al Mar Menor, la primera en Europa.  Dicha personalidad, incluye los siguientes derechos:
- Derecho a existir y a evolucionar naturalmente: El Mar Menor está regido por un orden natural o ley ecológica que hace posible que exista como ecosistema lagunar y como ecosistema terrestre en su cuenca. El derecho a existir significa el respeto a esta ley ecológica, para asegurar el equilibro y la capacidad de regulación del ecosistema ante el desequilibrio provocado por las presiones antrópicas procedentes mayoritariamente de la cuenca vertiente.
- Derecho a la protección: El derecho a la protección implica limitar, detener y no autorizar aquellas actividades que supongan un riesgo o perjuicio para el ecosistema.
- Derecho a la conservación: El derecho a la conservación exige acciones de preservación de especies y hábitats terrestres y marinos y la gestión de los espacios naturales protegidos asociados.
- Derecho a la restauración: El derecho a la restauración requiere, una vez producido el daño, acciones de reparación en la laguna y su cuenca vertiente, que restablezcan la dinámica natural y la resiliencia, así como los servicios ecosistémicos asociados.

#### Estados Unidos

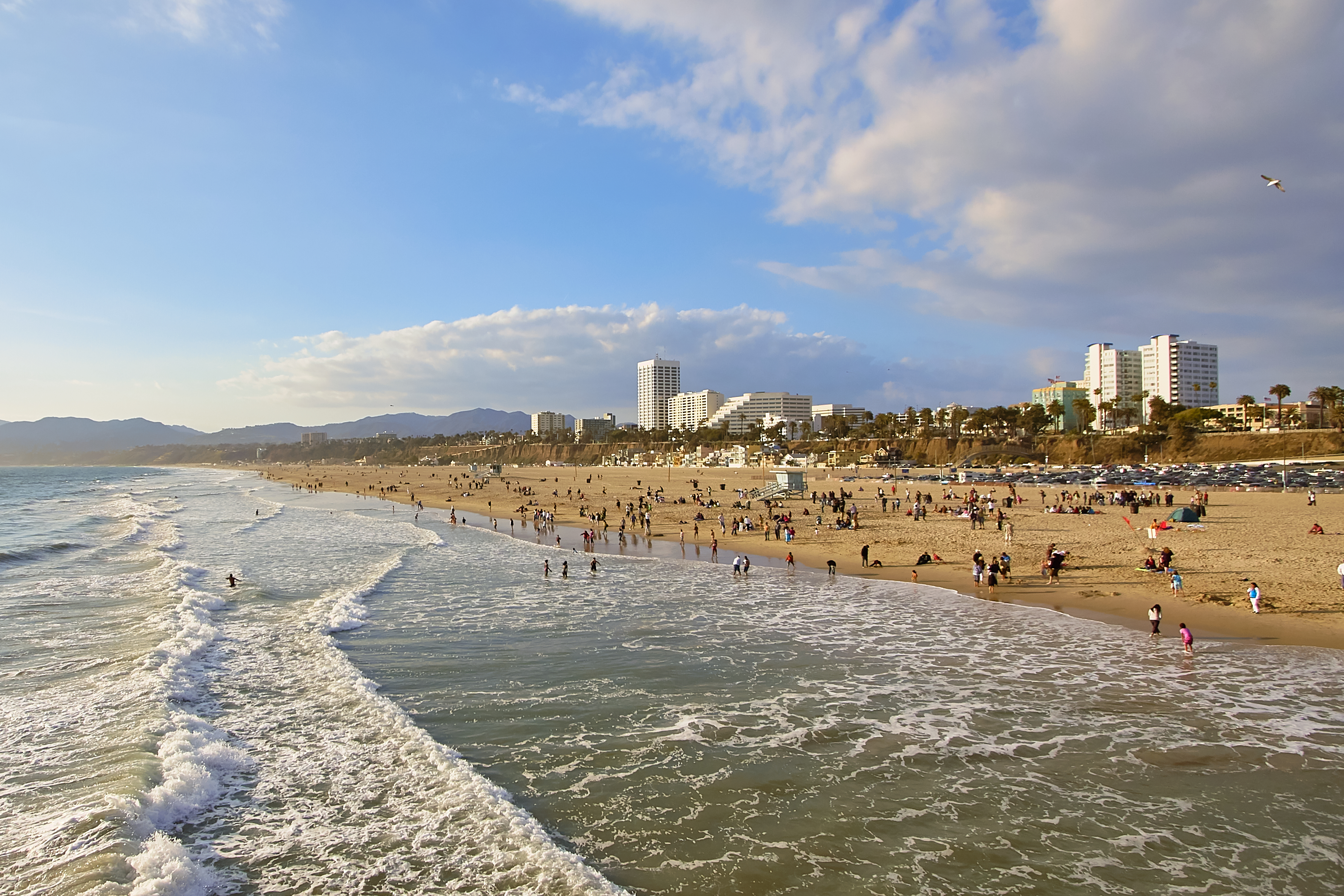
Playa estatal de Santa Mónica: en 2013, la ciudad adoptó una "Ordenanza de derechos de sostenibilidad", que reconoce los "derechos fundamentales e inalienables" de las comunidades y ecosistemas naturales. 139)

A nivel local, se han aprobado docenas de ordenanzas con disposiciones sobre los derechos de la naturaleza a partir de 2019 en todo Estados Unidos y en tierras tribales ubicadas dentro de los límites de Estados Unidos. La mayoría se aprobaron como reacción a una amenaza específica para el bienestar local, como las amenazas planteadas por la fracturación hidráulica, la extracción de aguas subterráneas, la extracción de grava y la extracción de combustibles fósiles. Por ejemplo, la ciudad de Pittsburgh, Pensilvania, aprobó una ley contra la fracturación hidráulica que incluía la siguiente disposición para reforzar las protecciones: «Las comunidades naturales y los ecosistemas... poseen derechos inalienables y fundamentales para existir y prosperar». La ordenanza continúa diciendo que «los residentes... deberán poseer capacidad legal para hacer cumplir esos derechos».
Por su parte, los residentes de Santa Mónica, California, buscaron reconocer de manera proactiva los derechos de la naturaleza en la legislación local después de que la Corte Suprema de los Estados Unidos ampliara los derechos corporativos tras el caso Citizens United v. FEC. En 2013, el ayuntamiento de Santa Mónica adoptó una ordenanza sobre derechos de sostenibilidad,  que reconoce los «derechos fundamentales e inalienables» de las «comunidades y ecosistemas naturales» en la ciudad para «existir y florecer».  La ordenanza enfatizó que «[l]as entidades corporativas (...) no disfrutan de privilegios o poderes especiales bajo la ley que subordinen los derechos de la comunidad a sus intereses privados».  Específicamente definió como «comunidades y ecosistemas naturales» a los «acuíferos subterráneos, sistemas atmosféricos, aguas marinas y especies nativas». Santa Mónica actualizó su Plan de Ciudad Sostenible en 2014 para reforzar su compromiso codificado con los derechos de la naturaleza. En 2018, el ayuntamiento adoptó una ordenanza de gestión sostenible de las aguas subterráneas que hace referencia específica a los derechos inherentes del acuífero local a prosperar.

#### México
Diversas leyes estatales, regionales y locales y las disposiciones constitucionales locales sobre la materia han ido surgiendo en México, incluyendo la adopción en las constituciones de los estados mexicanos de Colima y Guerrero, y la de la Ciudad de México.

#### Uganda
La Parte 1, Sección 4 de la Ley Nacional del Medio Ambiente de Uganda de 2019 aborda los Derechos de la Naturaleza y establece en parte que «La naturaleza tiene derecho a existir, persistir, mantener y regenerar sus ciclos vitales, su estructura, sus funciones y sus procesos en evolución». Los defensores que habían buscado la inclusión de dicho lenguaje observaron que «el derecho a un medio ambiente saludable de los ugandeses no se puede realizar a menos que se proteja la salud de la naturaleza misma», y que la adopción del lenguaje reflejaba «ganancias recientes para el creciente movimiento africano por la jurisprudencia de la Tierra».

### Organismos internacionales

#### Naciones Unidas
Los avances a principios del siglo XXI en el soft law internacional (instrumentos cuasi-legales generalmente sin fuerza jurídicamente vinculante) han precipitado debates más amplios sobre el potencial para integrar los derechos de la naturaleza en los sistemas legales. Las Naciones Unidas han celebrado nueve diálogos de la Asamblea General llamados «Armonía con la Naturaleza» a partir de 2019 sobre sistemas y filosofías de gobernanza centrados en la Tierra, incluidas discusiones sobre los derechos de la naturaleza específicamente. La iniciativa complementaria Armonía con la Naturaleza de las Naciones Unidas compila los derechos de las leyes de la naturaleza a nivel mundial y ofrece una "Red de Conocimiento" de la ONU de profesionales de la Jurisprudencia de la Tierra en todas las disciplinas. Estos Diálogos de la ONU y la iniciativa Armonía con la Naturaleza pueden proporcionar una base para el desarrollo de una Declaración Universal de los Derechos de la Naturaleza adoptada por las Naciones Unidas que, al igual que la Declaración Universal de los Derechos Humanos de la ONU, podría formar la base de las leyes basadas en los derechos en todo el mundo.

#### Unión Internacional para la Conservación de la Naturaleza
En 2012, la Unión Internacional para la Conservación de la Naturaleza (UICN, la única organización observadora internacional ante la Asamblea General de la ONU con experiencia en medio ambiente) adoptó una resolución que pedía específicamente una Declaración Universal de los Derechos de la Naturaleza. La UICN reafirmó su compromiso con los derechos de la naturaleza en su próxima reunión en 2016, donde el organismo votó para incorporar la implementación de los derechos de la naturaleza en el próximo plan de trabajo cuatrienal de la UICN. El subgrupo de expertos legales de la UICN, la Comisión Mundial de Derecho Ambiental, emitió más tarde una Declaración Mundial de la UICN sobre el Estado de Derecho Ambiental reconociendo que «la naturaleza tiene el derecho inherente a existir, prosperar y evolucionar».

## Iniciativas relacionadas
El desarrollo de redes transnacionales de derechos de la naturaleza más sólidas y activas a principios de la década de 2000 es una causa probable de la mayor adopción de los principios defendidos en la ley. Esto ha ocurrido en estrecha integración con otras iniciativas y movimientos por los derechos que buscan cambiar el sistema, incluyendo: el desarrollo e implementación de nuevos modelos económicos y financieros que buscan reflejar mejor los derechos humanos y los derechos de la naturaleza; liderazgo indígena para promover tanto los derechos de los pueblos originarios como los derechos de la naturaleza; movimientos sociales internacionales en pos del derecho humano al agua; avance de soluciones prácticas compatibles con el marco de los derechos de la naturaleza, como la resilvestración; y el desarrollo de capacidades de parte del movimiento por los derechos de la naturaleza a través del desarrollo de centros activistas a nivel mundial.
Para ilustrar la implementación de las leyes de los derechos de la naturaleza, la Alianza Global por los Derechos de la Naturaleza ha establecido Tribunales Internacionales de Derechos de la Naturaleza. Estos tribunales son una iniciativa de la sociedad civil y emiten recomendaciones no vinculantes. Los tribunales reúnen a los defensores de los derechos de la naturaleza, los derechos humanos y los derechos de los pueblos indígenas en un proceso similar al de los Tribunales Permanentes de los Pueblos. El objetivo de los tribunales es brindar reconocimiento público formal, visibilidad y voz a las personas y los sistemas naturales lesionados por presuntas violaciones de los derechos fundamentales y marginados en la legislación vigente, y ofrecer un modelo de reparación de tales lesiones.
A medida que se ha difundido la conciencia sobre los derechos de la naturaleza, la ley y la jurisprudencia, se está desarrollando un nuevo campo de investigación académica, en el que los estudiosos del derecho y otros estudiosos han comenzado a ofrecer estrategias y análisis para impulsar una aplicación más amplia de dichas leyes, en particular frente a los éxitos y desafíos de la implementación temprana.